# Norwegian Cruise Line
Norwegian Cruise Line (Norwegian, NCL) – amerykańska firma z siedzibą w Miami, zarządzająca flotą wycieczkowych statków pasażerskich. Firma rozpoczęła działalność w roku 1966 pod nazwą Norwegian Caribbean Line.
Firma jest znana z formuły „Freestyle Cruising”, co znaczy, że pasażerowie nie są ograniczeni określonym z góry czasem i miejscem posiłków, oraz nie ma generalnie żadnych reguł związanych ze strojem obowiązującym podczas posiłków.
Norwegian jest firmą prywatną, jednak 12% akcji znajduje się w publicznym obrocie na giełdzie NASDAQ. Głównymi akcjonariuszami są Genting Group (43.4%), Apollo Management (32.5%), oraz TPG Capital (10.8%).
Norwegian Cruise Line posiada około 9% udziału w globalnym rynku rejsów turystycznych (pod względem liczby pasażerów).

## Flota
| Statek              | Budowa | W służbie Norwegian od: | Ostatni znaczący remont | Tonaż w GT | Klasa                | Uwagi | Zdjęcie |
| ------------------- | ------ | ----------------------- | ----------------------- | ---------- | -------------------- | --- | ------- |
| Norwegian Joy       | 2017   |                         | –                       | 163,000    | Breakaway Plus Class | – |         |
| Norwegian Escape    | 2015   |                         | –                       | 163,000    | Breakaway Plus Class | – |         |
| Norwegian Getaway   | 2014   | 2014                    | –                       | 144,017    | Breakaway Class      | Statek wszedł do służby 10 stycznia 2014. Portem macierzystym jest Miami, FL.                                                           |         |
| Norwegian Breakaway | 2013   | 2013                    | Maj 2018                | 144,017    | Breakaway Class      | Statek wszedł do służby 25 kwietnia, 2013. Portem macierzystym jest Nowy Jork.                                                          |         |
| Norwegian Epic      | 2010   | 2010                    | –                       | 155,873    | F3 Class             | Jest to trzeci co do wielkości statek pasażerski na świecie po Royal Caribbean Oasis of the Seas i Allure of the Seas (stan na 06'2014) |         |
| Norwegian Gem       | 2007   | 2007                    | Listopad 2014           | 93,530     | Jewel Class          | |         |
| Norwegian Jade      | 2006   | 2006                    | 2011                    | 93,558     | Jewel Class          | Wcześniej The Pride of Hawaii |         |
| Norwegian Pearl     | 2006   | 2006                    | N/A                     | 93,530     | Jewel Class          | |         |
| Norwegian Jewel     | 2005   | 2005                    | Maj 2014                | 93,502     | Jewel Class          | |         |
| Norwegian Dawn      | 2002   | 2002                    | 2011                    | 92,250     | Dawn Class           | Zamówiony jako SuperStar Scorpio (Libra Class)                                                                                          |         |
| Norwegian Star      | 2001   | 2001                    | 2010                    | 91,740     | Dawn Class           | Zamówiony jako Superstar Libra (Libra Class)                                                                                            |         |
| Norwegian Sun       | 2001   | 2001                    | 2011                    | 78,309     | Sun Class            | |         |
| Norwegian Sky       | 1999   | 2008                    | 2009                    | 77,104     | Sun Class            | Wcześniej Pride of Aloha, budowany jako Costa Olympia, sprzedany dla NCL w trakcie konstrukcji.                                         |         |
| Norwegian Spirit    | 1998   | 2004                    | 2011                    | 75,338     | Leo Class            | Wcześniej SuperStar Leo |         |